# Лонгборд

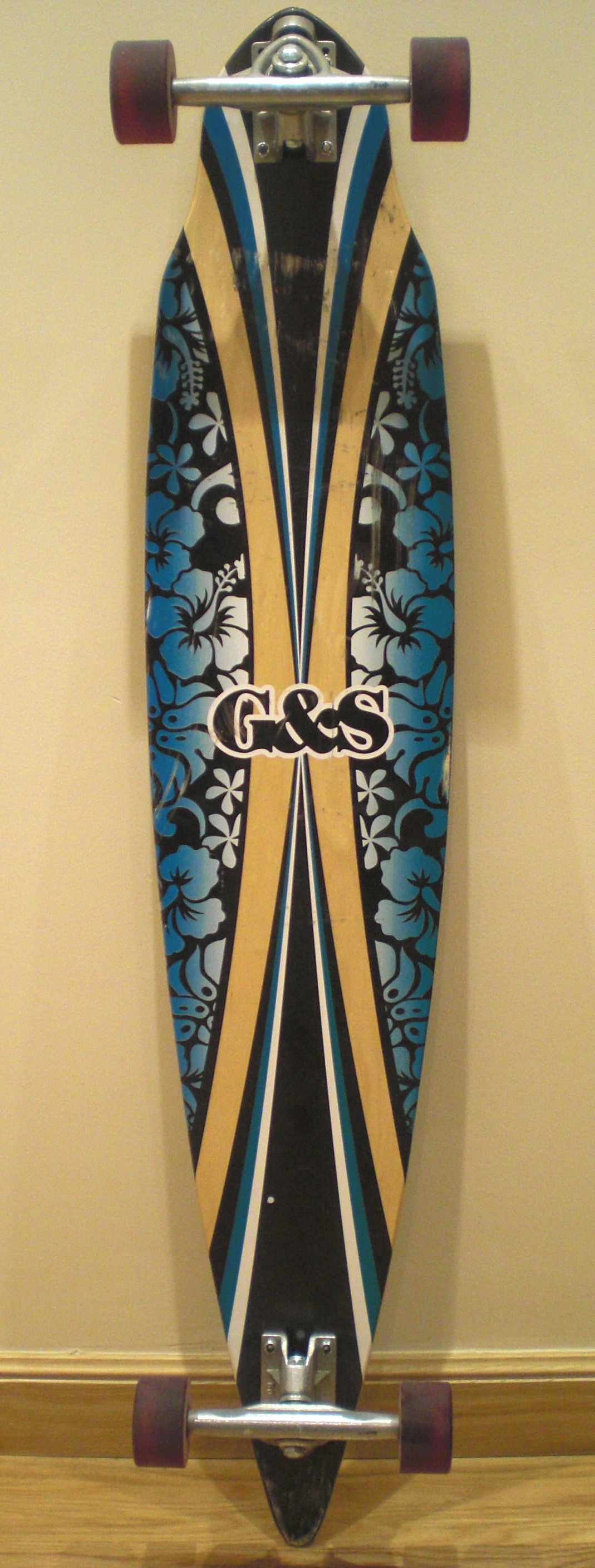

Лонгборд (англ. longboard) — разновидность роликовых досок, характеризующаяся большой скоростью, повышенной устойчивостью и улучшенными ходовыми качествами. В отличие от классических скейтбордов, лонгборды реже используются для исполнения трюков, скольжения по различным типам поверхностей и прыжков с вращениями.
Из особенностей стоит отметить удлинённую колёсную базу и деку, более мягкие и увеличенные колёса. Подобная конструкция позволяет развивать большие скорости, чувствовать себя на доске более стабильно, при этом двигаться мягко, практически не замечая мелкие дефекты асфальта. В отличие от классического скейтборда, деки для лонгборда имеют более свободный дизайн формы и профиля, а подвески — некоторый выбор по ширине колёсной базы и конструкции.

## История
Свою историю лонгборды начинают в начале 50-х годов XX века на родине сёрфинга — Гавайях. Благодаря сёрферам, которые всегда искали возможность не слезать с доски, появился лонгборд, так как океан часто находился в шторме. Из-за плохой погоды сёрферы искали альтернативу своему любимому делу, так на улицах стали замечать людей, которые катались на самодельных деках. Формы и размеры лонгборда были ограничены лишь воображением хозяина. Постепенно был придуман термин для нового развлечения — "sidewalk surfing" или сёрфинг по асфальту.
Движение держалось на энтузиастах из Европы и США (штат Калифорния), которые продолжали упорно кататься на горных серпантинах и гонять слалом на трассах, вызывая у приверженцев «нью-скула» (от англ. new school — новая школа) насмешку и иронию. Но в 2000-е годы ситуация сильно изменилась, и теперь длинные скейтборды с большими колёсами получили второе рождение. Лонгборд привлекает прежде всего своей скоростью. Перемещаться на нём можно как в горах по серпантинам, так и в городе по асфальтовым дорожкам.

## Направления, стили катания, трюки
К основным стилям катания на лонгборде стоит отнести: даунхилл, слалом, дэнсинг, фрирайд, технический слайд, фристайл, комьютинг, слоупстайл и шлонгбординг.

## Конструкция лонгборда

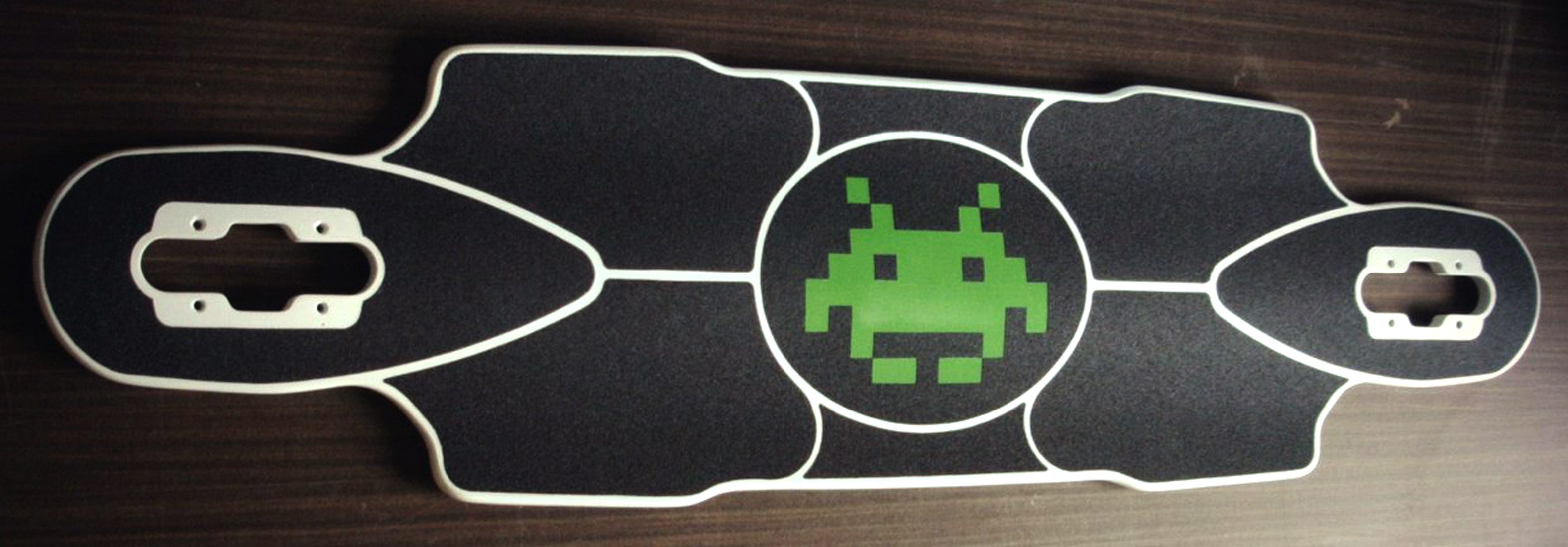
Дека с креплением подвесок Drop Through

### Дека
Дека (англ. Deck) — основная деталь лонгборда, на которую крепятся траки, колёса и наждачная бумага (нескользящее покрытие). Деку изготавливают из различных материалов, таких как фанера, массив дерева, всевозможных композиционных материалов: например, шпон или массив дерева в сочетании с армирующими тканями. Формы деки имеют широкое разнообразие в зависимости от назначения доски или просто дизайна.
Материалы для изготовления дек:
- Используется шпон древесины различных пород: клёна, берёзы, бука, ясеня и т. д.
- Ламинаты дерева и бамбука
- Массив дерева
- Композиционные материалы

Флекс деки (англ. flex) или упругость, это способность деки изменять свою геометрию при статическом или динамическом напряжении во время катания. Различные типы досок имеют свой флекс, который в основном зависит от продольного профиля деки — конкейва (англ. concave) и от материала. Для разных дисциплин катания требуется свой флекс. Например, для карвинга или круизинга подходят мягкие доски с большим флексом для закладывания и выжимания дуг, а для скоростного спуска — даунхилла (англ. downhill) требуется жёсткая доска с минимальным флексом для большей стабильности.

### Подвески
Подвески (траки) (англ. truck) состоят из бейзплейта (металлическая пластина в основании), кингпина (болта, соединяющего базу и «вешалку») и хэнгера (вешалки), в который встроена ось, на которую крепятся колёса. Бывают различных типов (в основном TKP — traditional kingpin и RKP — reversed kingpin), в зависимости от дисциплины.

### Колёса
Характеризуются в первую очередь диаметром (от 50 до 100 мм.) и жёсткостью. Выбираются также исходя из дисциплины.

### Шкурка
Шкурка (гриптейп, наждак) — клейкая лента с абразивным покрытием, крепящаяся к верхней стороне деки. Различается размером фракции абразива.

### Райзеры
Бывают жёсткими и мягкими. Крепятся между декой и подвеской. Жёсткие используются для того, чтобы приподнять деку и тем самым изменить ходовые качества лонгборда. Мягкие (шокпэды) служат виброгасителями. Угловые райзеры могут менять наклон подвесок, изменяя динамику и диапазон их поворачивания.

### Бушинги
Бушинг — деталь подвески из полиуретана. Именно за счёт неё подвески возвращаются в исходное положение после поворотов (ребаунд), а также гасятся вибрации. В каждой классической подвеске TKP и RKP по два бушинга + пивот кап (pivot cup) — полиуретановая «чашечка», в него вставляется и фиксируется «палец» вешалки, на неё также приходится основной процент нагрузки. В подвесках иных конструкций их может быть другое количество или не быть вообще.

### Подшипники
Устанавливается внутрь колеса в количестве двух штук. Между ними зачастую ставят спейсеры.

### Спейсеры
Спейсер-втулка стоит между двумя подшипниками в колесе. Распределяет боковые нагрузки и не даёт зажимать шарики в подшипнике. Со спейсером можно закрутить колеса до упора, чтобы не было люфта, без спейсеров это невозможно. Некоторые подшипники сконструированы со встроенным спейсером.

### Подвиды
Surf-Style лонгборды — их длина начинается от 140 см и доходит до 3 метров, но это уже для ярых ценителей. Самые большие доски позволяют катать большими плавными дугами. Будьте с ними осторожны, так как они обладают большой инерцией. На них можно ходить, сидеть, лежать и даже кататься вдвоём.
Круизные/карвинговые лонгборды — по длине бывают от 75 см до 130 см. Это самый распространённый вид, их больше всего покупают, следовательно, у них и самый широкий выбор моделей, фирм и расцветок. Эти лонгборды более манёвренные и универсальные, чем сёрфборды. На них можно просто ездить, съезжать с горок и даже делать некоторые трюки, слайды, грайнды. Новичкам лучше начинать именно с таких досок.
Drop through, drop down, double drop, full drop — доски с пониженной платформой для стойки (пониженным центром тяжести). Это даёт больше стабильности на скорости и комфорта при отталкивании ногой, но снижает динамику поворачивания.
Гибридные доски — от 70 см до 80 см. Это переходный размер от коротких слаломных досок к более длинным карвинговым. Более манёвренная, чем её большие братья, но при этом обладает достаточно высокой скоростью.
Доски для скейтпарков и выполнения трюков — примерно 90-100 см, имеют загнутый хвост. Они более жёсткие, чем предыдущие модели, что позволяет лучше чувствовать доску при выполнении трюков. А загнутый хвост даёт возможность совершать прыжки.
Слалом — обычно от 60 см до 70 см. Короткие, жёсткие и прямые, обладают самой высокой манёвренностью из представленных досок. На них удобно объезжать препятствия, а вот разгон с больших горок не рекомендуется. Скорость они наберут хорошую, а затормозить уже не получится. Съехать с крутого спуска можно, делая дуги и жёстко контролируя скорость. Слалом бывает разный:
- Tight slalom (SL) — с расстояние между вешками от 180 до 250 см
- Hybrid aka special slalom (SS) — от 250 до 500 см
- Giant slalom (GS) — больше 4 метров между вешками.

Соответственно, для каждой дисциплины — своя доска.
Hill-bombing, downhill speedskating — доска для даунхила, скоростного спуска с горы. Отсюда имеем конструктивные особенности — жёсткая доска длиной около 100 см, мощные подвески специальной геометрии, обеспечивающие высокую стабильность и отсутствие вихляний (вобблинга, шимми, или автоколебаний) на скорости до 100 км/ч, большие (до 110 мм в диаметре) и мягкие (для дополнительной устойчивости) низкопрофильные колеса. Бывают прямые с конкейвом или сильно гнутые, с низким центром тяжести, более устойчивые и стабильные на скорости, чем любые другие доски. Выбирая их, следует купить также полный комплект защиты мотоциклиста.